# Søren Abildgaard
Pour les articles homonymes, voir Abildgaard.
Søren Abildgaard  est un naturaliste, un écrivain et un illustrateur danois, né le 18 février 1718 à Kristiansand ou Flekkefjord (Norvège) et mort le 2 août 1791 à Copenhague.
Abildgaard est d’abord illustrateur et peintre pour Jacob Langebek (1710-1775) durant son voyage scientifique sur la côte est du Danemark (1754-1755) puis, seul, à travers le pays. Il réalise de nombreuses illustrations des monuments danois.
Il se marie avec Anne Margrethe Bastholm, union dont naîtront le peintre Nicolai Abraham Abildgaard (1743-1809) et le naturaliste Peter Christian Abildgaard (1740-1801).
Abildgaard est surtout célèbre pour ses travaux sur la minéralogie topographique.